# هوهانس باچکو
هوهانس باچکو (انگلیسی: Hovhannes Bachkov؛ زادهٔ ۲ دسامبر ۱۹۹۲) بوکسور اهل ارمنستان است که در مسابقات جهانی ۲۰۱۷ در هامبورگ موفق به کسب مدال برنز شده‌است. باچکو همچنین در مسابقات قهرمانی اروپا در سال‌های ۲۰۱۷ در خارکف و در سال ۲۰۱۹ در مینسک به مدال طلا دست یافته‌است.
وی در دسته نیمه سبک‌وزن در بازی‌های المپیک تابستانی ۲۰۱۶ به رقابت پرداخت.
وی در ۲۰۲۲ ایروان در دیدار فینال وزن ۶۳.۵ کیلوگرم با برتری ۵-۰ مقابل لونس آماروی از فرانسه به مدال طلا دست یافت
وی و همسرش، گوهار صاحب یک پسر می‌باشند.

## یادداشت
1. ↑  Also designated as the بازی‌های اروپایی ۲۰۱۹ boxing tournament